# Psalm 16

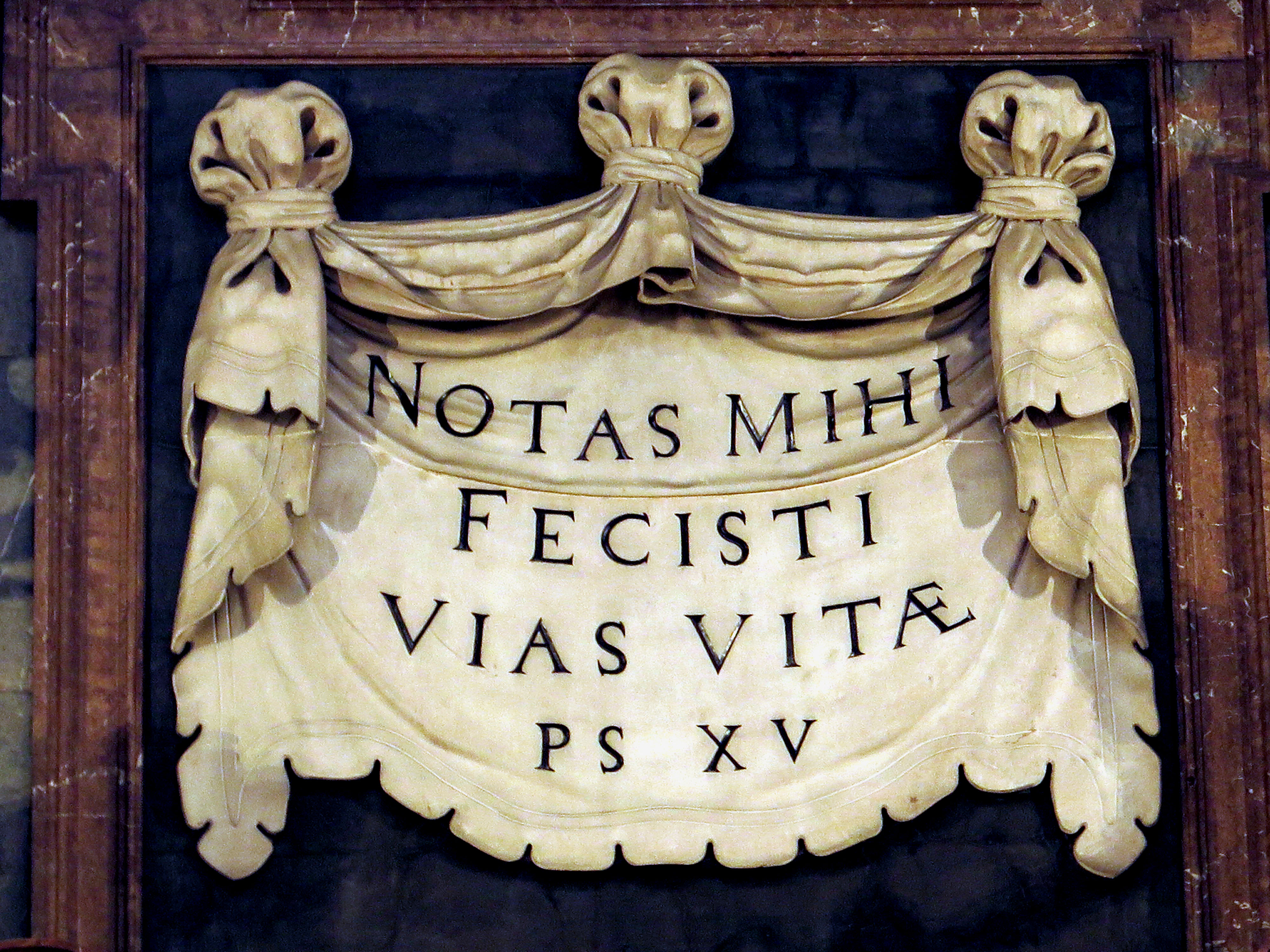
Detail im Salzburger Dom: Aus Psalm 16 Vers 11 (Psalm 15 in der Vulgata)

Der Psalm 16 (nach griechischer Zählung der 15.) ist ein Psalm Davids und wird meistens in die Gattung der Vertrauenspsalmen eingeordnet.

## Gattung
In der Forschung wurde der Psalm 16 verschiedenen Gattungen zugeordnet:
1. Vertrauenspsalm (am üblichsten). Diese Gattungsbestimmung geht auf  Hermann Gunkel zurück.[2] Ein Vertrauenspsalm wiederum ist ein Klagelied eines Einzelnen.
2. Bittpsalm[3]
3. Bekenntnislied[4]
4. Schutz- bzw. Asylpsalm[5]
5. Unschuldslied[6]
6. Dulderpsalm[7]
7. Königspsalm[8]

## Gliederung
Der Psalm lässt sich folgendermaßen gliedern:
- Vers 1: Rahmen
- Vers 2–4: Bekenntnis des Beters zu JHWH und zu den Frommen sowie Opferverweigerung anderen Göttern
- Vers 5 f.: Beziehungsbeschreibung zu JHWH anhand von Landthematik
- Vers 7–9: Beziehungsbeschreibung: JHWH als Lehrermeister
- Vers 10f: Rahmen

## Liturgische Verwendung
- Im katholischen Stundengebet ist Psalm 16 Teil der Komplet (Nachtgebet) jeden Donnerstag sowie der Lesehore (im Breviarium Romanum: der Matutin) am Karsamstag.
- Bei der jüdischen Bestattung wird nach der Absenkung des Sarges und der vollständigen Bedeckung mit Erde Psalm 16 gesprochen.
- In der Perikopenordnung der Evangelischen Kirche in Deutschland ist Psalm 16 einer der liturgischen Texte am 16. Sonntag nach Trinitatis.